# San Pietro Val Lemina
San Pietro Val Lemina är en ort och kommun i storstadsregionen Turin, innan 2015 provinsen Turin, i regionen Piemonte, Italien. Kommunen hade 1 459 invånare (2017).